# Diego Pinzón
Diego Pinzón, född 12 februari 1985, är en friidrottare från Colombia. Han deltog vid olympiska sommarspelen 2020.